# Pista negra
Pista negra, títol original en italià Pista nera, és la tercera novel·la publicada per l'escriptor italià Antonio Manzini, i la primera de la sèrie protagonitzada pel viceqüestor de policia Rocco Schiavone.
Fou publicada originalment per Sellerio Editore en 2013. En català fou publicada per primer cop el 2018 per Salamandra Català, segell de Ediciones Salamandra, i va estar traduïda per Anna Casassas i Figueras.

## Argument
El viceqüestor de Polizia di Stato Rocco Schiavone va ser traslladat a Aosta des de Roma fa quatre mesos, al setembre. El seu trasllat amaga un càstig disciplinari, ja que Schiavone va aconseguir capturar un pederasta, però en lloc de lliurar-lo a la justícia li va donar una pallissa tremenda que va deixar el delinqüent borni i coix de per vida.
Una trucada porta Rocco a les pistes d'esquí de Champoluc, a Ayas, a uns 1500 metres d'altitud. Allí s'ha produït el que sembla un atropellament d'una persona per una màquina trepitjaneu. Però aviat la tocada de collons, com anomena Schiavone als seus casos, s'eleva al grau màxim quan es descobreix que es tracta d'un assassinat. Algú ha deixat inconscient i tapat amb la neu la víctima.
Aviat es descobrirà la identitat del mort, i les proves de què disposa Rocco per resoldre el cas són un mocador amb restes de sang trobat a la gola del cadàver i uns fils de tabac recollits al costat del cos. Amb això, i el seu convenciment que ha estat algú proper a la víctima i no pas un turista, haurà de treballar Schiavone.

## Personatges
- Rocco Schiavone: viceqüestor de la policia. Gran investigador, però totalment indisciplinat, corrupte, fumador de cànnabis i, a estones, veritablement desagradable, encara que en el fons no és mala persona.
- Italo Perron i Caterina Rispoli: agent e inspectora de policia. Són els col·laboradors més propers a Rocco i els únics en qui confia.
- Leone Miccichè: Assassinat. Regentava un hotel-restaurant amb la seva dona en un antic refugi. No era de la zona, sinó que va emigrar des de Catània.
- Luisa Pec: Esposa del mort. Molt maca (Rocco la compara amb Greta Scacchi i un altre personatge amb Margherita Buy). Aviat es descobreix que està embarassada.
- Domenico i Lia Miccichè: Germà i cunyada del mort, amb el qual mantenien diferències per la venda o no de possessions comunes.
- Omar Borghetti: Cap dels monitors d'esquí i anterior parella de Luisa Pec.
- Amedeo Gunelli: Condueix el trepitjaneu que destrossa a Leone Miccichè.
- Luigi Bionaz: Cap dels conductors dels trepitjaneu.
- Nora: Amant de Rocco.
- Maurizio Baldi: Jutge encarregat del cas.
- Alberto Fumagalli: Patòleg i amic de Rocco.
- Sebastiano Cecchetti: Amic de la infància de Rocco i delinqüent. Ve des de Roma per proposar un negoci il·legal a Rocco.
- Luca Farinelli: Cap de la policia científica.
- Andrea Corsi: Cap superior de policia.
- Agents Daruta, D'Intino i Casella: policies a càrrec de Schiavone, força incompetents.

## Adaptacions
La novel·la fou adaptada en el primer episodi de la primera temporada de la sèrie Rocco Schiavone.